# GfK
GfK(독일어: GfK-Nürnberg Gesellschaft für Konsumforschung e.V. →뉘른베르크 소비자 조사협회)는 소비제품업 시장 조사 분석 전문 기업이다. 여론조사 대행업체로도 활동하고 있다. 독일 뉘른베르크에 본사를 두고 있다.

## 역사
1934년 '뉘른베르크 소비자 조사협회'라는 이름으로 독일 뉘른베르크에서 설립되었다. 당시 창업자는 대학교수가 주를 이뤘는데 훗날 독일 재무장관이자 독일 총리에 오르는 루트비크 에르하르트도 있었다. 운영 기조는 공동설립자였던 빌헬름 베르쇼펜 (Wilhelm Vershofen)이 개발하였다.
설립 당시 소비자조사협회는 총 71개 부문에서 연구를 진행하였으며, 개중에는 상표 인식, 개인상활용품 및 비누소비, 음료제품 소비구조, 환자와 제약사 등이 있었다. 종전 후 분할 점령기에는 미국 당국에 의해 그간의 연구활동 조사가 이뤄졌으며, 1947년 활동 재개 허가가 내려졌다. 1984년에는 GfK GmbH라는 별도의 회사를 세워 사업부문을 맡게 되었으며, 1990년 1월 GfK AG란 이름으로 사명을 바꿨다. 당시 GfK AG의 활동은 홍보시장과 매출조사 부문으로 제한되었다.
2010년 매출액 규모가 전세계 시장연구 기업 중에서 4위를 달성했다.